# The Lone Ranger (série télévisée)
Pour les articles homonymes, voir The Lone Ranger.
The Lone Ranger est une série télévisée américaine en 221 épisodes de 25 minutes dont 182 en noir et blanc et 39 en couleurs (la dernière saison), créée par George W. Trendle et diffusée entre le 15 septembre 1949 et le 6 juin 1957 sur le réseau ABC. C'est une adaptation de la série radiophonique éponyme de 1933.
Cette série est inédite dans tous les pays francophones.

## Synopsis
Cette série met en scène les aventures d'un Texas Ranger masqué, qui se bat contre l'injustice avec l'aide de son acolyte indien, Tonto.

## Fiche technique
- Créateur : George W. Trendle
- Réalisateurs : Hollingsworth Morse, George B. Seitz Jr., Oscar Rudolph, Earl Bellamy, Wilhelm Thiele, Paul Landers, George Archainbaud et Charles D. Livingstone
- Scénaristes : Fran Striker, Tom Seller, Joe Richardson, George W. Trendle, Charles Larson, Dan Beattie, Harry Poppe, Ralph Goll, Curtis Kenyon, Eric Freiwald, Robert Schaefer, David P. Sheppard, Herb Meadow, Betty Joyce, George B. Seitz Jr., Felix Holt, Tom Dougall, William Bruckner, Jack Laird, Robert Leslie Bellem, Doane R. Hoag, Gibson Fox, Eve Greene, Edmond Kelso, Polly James, Doris Schroeder, Ande Lamb, Joseph F. Poland, Steve McCarthy, Bert Lambert, Wells Root, Terence Maples, Samuel Rice, George Van Marter, Hilary Creston Rhodes, Herbert Purdom, David Bramson, David Lang, Sherman L. Lowe, Milton Raison, Louise Rousseau, Francis P. Scannell, Marjorie E. Fortin, Robert Halff, John Thiele, Oscar Larson, Elwood Ullman, Lee Berg, Albert Duffy, Frank L. Moss, Lillian Rose, Melvin Levy, Jack Natteford, Walter A. Thompkins, Orville H. Hampton, DeVallon Scott, Dwight V. Babcock, Hal G. Evarts et Shirley Ulmer
- Producteurs : George W. Trendle, Paul Landers et Jack Chertok
- Producteur associé : Harry Poppe
- Producteurs exécutifs : George W. Trendle et Jack Wrather
- Musique : Elias Friede et Rudolph Cusumano
- Photographie : Robert Pittack, Mack Stengler et William P. Whitley
- Montage : Everett Dodd, Frank Cappachione, Ben Marmon, Marsh Hendry, Ernie Leadlay, Harvey Manger, Axel Hubert Sr., Richard G. Wray, Stanley Rabjohn, Hal Gordon, Byron Chudnow, Elmo Veron, John Faure et Stanley Frazen
- Décors : Howard Campbell
- Costumes : John Zacha
- Effets spéciaux de maquillage : Gene Hibbs et Ben Lane
- Compagnies de production : Apex Film Corp - Wrather Productions
- Compagnie de distribution : American Broadcasting Company
- Origine :  États-Unis
- Durée : 30 minutes
- Langue : Anglais Mono (Western Electric Recording)
- Image : Noir et blanc (Saisons 1 à 4) puis couleurs (Saison 5)
- Ratio : 1.33:1
- Format : 35 mm

## Distribution
- Clayton Moore : The Lone Ranger (saisons 1, 2, 4 et 5)
- John Hart (saison 3)
- Jay Silverheels : Tonto

## Acteurs invités
Des visages célèbres apparaissent dans la série, notons la participation de Denver Pyle, George J. Lewis, Steve Brodie, Lee Van Cleef, Whit Bissell, Gene Evans, DeForest Kelley, Jack Elam, Michael Ansara, Slim Pickens, John Banner, Martha Hyer, Craig Stevens, James Best, Harry Carey Jr., Beverly Garland, James Arness, Martin Milner, Guy Williams, Kenneth Tobey, Noel Neill, Marion Ross et Dennis Weaver parmi les plus connus.

## Production
78 épisodes ont été produits et diffusés à partir de septembre 1949, sans interruption jusqu'en mars 1951, suivi d'une rediffusion intégrale des 78 épisodes. À la suite d'une dispute salariale ou créative avec Clayton Moore, John Hart a été engagé pour reprendre le rôle-titre et tourner 52 épisodes, diffusées durant 52 semaines sans pause à partir de septembre 1952, suivi de 52 semaines de rediffusions, mais John Hart n'a pas reçu l'appréciation du public. En août 1954, le créateur Trendle a vendu les droits de la série à Wrather Company, qui a immédiatement réengagé Clayton Moore et tourné 52 épisodes, encore une fois diffusés 52 semaines sans pause à partir de septembre 1954, puis rediffusés sur 52 semaines.
Après avoir produit le film Le Justicier solitaire sorti en salles en février 1956, la cinquième saison a été mise en production, 39 épisodes (le nouveau standard) ont été produits et diffusés à partir de septembre 1956, et Wrather a investi de l'argent afin de les produire en couleurs, malgré le fait qu'aucune station du réseau ABC ne diffusait en couleurs à cette époque. Wrather a ensuite décidé de ne pas renouveler le contrat avec ABC afin de se tourner vers les salles de cinéma. Le film Le Justicier masqué est sorti en juin 1958.

## Épisodes

### Saison 1 (1949-1950)
1. Voici venir Lone Ranger (Enter The Lone Ranger)
2. Le combat de Lone Ranger (The Lone Ranger Fights one)
3. Le triomphe de Lone Ranger (The Lone Ranger's Triumph)
4. La légion des vétérans (The Legion of Old Timers)
5. La cachette des voleurs de bétail (Rustler's Hideout)
6. Cheval de guerre (War Horse)
7. Pete et Pedro (Pete and Pedro)
8. Les rebelles (The Renegades)
9. Les Pieds-tendres (The Tenderfeet)
10. Talons hauts (High Heels)
11. L'héritage (Six Gun Legacy)
12. Le retour du condamné (Return of the Convict)
13. Trouver c'est garder (Finders Keepers)
14. Le Cavalier masqué (The Masked Rider)
15. La sœur de Joe (Old Joe's Sister)
16. Cannonball McKay (Cannonball McKay)
17. L'homme qui revint (The Man Who Came Back)
18. La ville des brigands (Outlaw Town)
19. La folie de l'or (Greed for Gold)
20. L'homme de la maison (Man of the House)
21. Barnaby Boggs, écuyer (Barnaby Boggs, Esquire)
22. Les voleurs de moutons (Sheep Thieves)
23. Le passé de Jim Tyler (Jim Tyler's Past)
24. L'homme aux deux visages (The Man with Two Faces)
25. Le trésor enfoui (Buried Treasure)
26. Eaux troubles (Troubled Waters)
27. Les trains d'or (Gold Trains)
28. Argent sale (Pay Dirt)
29. Billie le grand (Billie The Great)
30. Ne dites jamais mourrez (Never Say Die)
31. La fièvre de l'or (Gold Fever)
32. Piège mortel (Death Trap)
33. Une question de courage (Matter of Courage)
34. Des fusils et des rebelles (Rifles and Renegades)
35. Des balles pour des voix (Bullets for Ballots)
36. Le chapeau noir (The Black Hat)
37. La passe du diable (Devil's Pass)
38. L'or des conquistadors (Spanish Gold)
39. Demoiselles en détresse (Damsels in Distress)
40. L'homme sans arme (Man Without a Gun)
41. Le pardon pour Curley (Pardon for Curley)
42. Œil pour œil (Eye for an Eye)
43. Le hors-la-loi des plaines (Outlaw of the Plains)
44. La magie de l'homme blanc (White Man's Magic)
45. Tonto en détresse (Trouble for Tonto)
46. Le Shérif de Gunstock (Sheriff of Gunstock)
47. Le mauvais homme (The Wrong Man)
48. La bande de Beeler (The Beeler Gang)
49. Le témoin phare (The Star Witness)
50. La Veuve Noire (The Black Widow)
51. Le bandit capricieux (The Whimsical Bandit)
52. Double péril (Double Jeopardy)

### Saison 2 (1950-1951)
1. Un papier peint coûteux (Million Dollar Wallpaper)
2. Les cloches de la mission (Mission Bells)
3. Le coffre du mort (Dead Man's Chest)
4. La revanche du hors-la-loi (Outlaw's Revenge)
5. Danger en vue (Danger Ahead)
6. Le crime (Crime in Time)
7. Une goutte d'eau (Drink of Water)
8. L'argent des voleurs (Thieves' Money)
9. L'écuyer (The Squire)
10. L'adjoint masqué (Masked Deputy)
11. Le choix du banquier (Banker's Choice)
12. L'aventure du désert (Desert Adventure)
13. Le mauvais médicament (Bad Medicine)
14. D'une courte tête (One Jump Ahead)
15. La tueuse (Lady Killer)
16. Paiement comptant (Paid in Full)
17. La loi à la lettre (Letter of the Law)
18. La voix silencieuse (The Silent Voice)
19. Le banni (The Outcast)
20. Le vieux chemin (Backtrail)
21. En dehors de la loi (Behind the Law)
22. Problème à Black Rock (Trouble at Black Rock)
23. Les deux médaillons en or (Two Gold Lockets)
24. Les hommes en capuches (The Hooded Men)
25. Un ami dans le besoin (Friend in Need)
26. Monsieur Problèmes (Mr. Trouble)

### Saison 3 (1952-1953)
1. Le fils du hors-la-loi (Outlaw's Son)
2. Le souterrain (Outlaw's Underground)
3. Édition spéciale (Special Edition)
4. Le desperado en cavale (Desperado at Large)
5. A travers les murs (Through the Wall)
6. La mine de Jeb (Jeb's Gold Mine)
7. Une monture pour deux (Frame for Two)
8. Le Ranger en danger (Ranger in Danger)
9. Bombe à retardement (Delayed Action)
10. La carte (The Map)
11. Jugement par le feu (Trial by Fire)
12. La Parole d'honneur (Word of Honor)
13. Trahison à Dry Creek (Treason at Dry Creek)
14. L'homme condamné (The Condemned Man)
15. Le nouveau voisin (The New Neighbor)
16. Les meilleurs plans (Best Laid Plans)
17. Charlie l'indien (Indian Charlie)
18. Le coffre-fort vide (The Empty Strongbox)
19. Boggs le commerçant (Trader Boggs)
20. Bandits en uniformes (Bandits in Uniform)
21. Les hommes sans dieux (The Godless Men)
22. Le Marais du diable (The Devil's Bog)
23. Droit de vote (Right to Vote)
24. Le fils du shérif (The Sheriff's Son)
25. La loi de Tumblerock (Tumblerock Law)
26. Pécheur par procuration (Sinner by Proxy)
27. Une scène pour Mademoiselle (Stage for Mademoiselle)
28. Le fils adopté (Son by Adoption)
29. Madame la banquière (Mrs. Banker)
30. Troubles en ville (Trouble in Town)
31. L'or noir (Black Gold)
32. Durango Kid (The Durango Kid)
33. Le déserteur (The Deserter)
34. La récolte de l'escroc (Embezzler's Harvest)
35. El Toro (El Toro)
36. Le poney marron (The Brown Poney)
37. Triple Jeu (Triple Cross)
38. Le sillage de la guerre (The Wake of War)
39. Mort dans la forêt (Death in the Forest)
40. Le gentleman de Julesburg (The Gentleman from Julesburg)
41. Fortune cachée (Hidden Fortune)
42. Le vieux cowboy (The Old Cowboy)
43. La femme d'Omaha (Woman from Omaha)
44. Joe-Pistolet-à-poudre (Gunpowder Joe)
45. Le cavalier de minuit (Midnight Rider)
46. La diligence pour Estacado (Stage to Estacado)
47. Le crime parfait (The Perfect Crime)
48. Le fantôme de Coyote Canyon (The Ghost of Coyote Canyon)
49. Le vieux Bailey (Old Bailey)
50. Prisonnier en péril (Prisoner in Jeopardy)
51. Diamants bruts (Diamonds in the Rough)
52. La marque rouge (The Red Mark)

### Saison 4 (1954-1955)
1. Le fugitif (The Fugitive)
2. Ex-Marshal (Ex-Marshal)
3. Message à Fort Apache (Message to Fort Apache)
4. La femme apeurée (The Frightened Woman)
5. L'or de la ville (Gold Town)
6. Le sanctuaire (Six Gun Sanctuary)
7. La piste du brigand (Outlaw's Trail)
8. Diligence vers Teshimingo (Stage to Teshimingo)
9. La Tombola (Texas Draw)
10. Rendez-vous à Whipsaw (Rendezvous at Whipsaw)
11. La lutte de Dan Reid (Dan Reid's Fight for Life)
12. Pied Tendre (Tenderfoot)
13. L'allumette cassée (A Broken Match)
14. L'or du Colorado (Colorado Gold)
15. Homère avec un grand chapeau (Homer With a High Hat)
16. Deux pour Juan Ringo (Two for Juan Ringo)
17. Le Globe (The Globe)
18. Le sacrifice de Dan Reid (Dan Reid's Sacrifice)
19. Le fusil d'Enfield (Enfield Rifle)
20. L'histoire (The School Story)
21. L'homme tranquille (The Quiet Highwayman)
22. L'héritage de la trahison (Heritage of Treason)
23. Le calice perdu (The Lost Chalice)
24. Le code des pionniers (Code of the Pioneers)
25. La dame de la loi (The Law Lady)
26. Oncle Ed (Uncle Ed)
27. Le voyage du mort (Jornada Del Muerto)
28. La mesa ensoleillée (Sunstroke Mesa)
29. La fin de Sawtelle (Sawtelle Saga's End)
30. Malfaçon (The Too-Perfect Signature)
31. La Gâchette (Trigger Finger)
32. L'histoire de la balle perdue (The Tell-Tale Bullet)
33. Fausse accusation (False Accusation)
34. Le Fret (Gold Freight)
35. On recherche Le Lone Ranger (Wanted : The Lone Ranger)
36. La femme au masque blanc (The Woman in the White Mask)
37. Le chasseur de primes (The Bounty Hunter)
38. Coup de feu à Sand Creek (Showdown at Sand Creek)
39. Cœur de tricheur (Heart of a Cheater)
40. Le gourou (The Swami)
41. La vente du shérif (Sheriff's Sale)
42. L'artiste (Six Gun Artist)
43. Mort à la une (Death Goes to Press)
44. Le retour de Dice Dawson (The Return of Dice Dawson)
45. Arbuckle (Adventure at Arbuckle)
46. Le Retour (The Return)
47. Complot de meurtre (Framed for Murder)
48. Piégé (Trapped)
49. L'appât (The Bait : Gold)
50. La femme du shérif (The Sheriff's Wife)
51. Les Peaux Rouges (Counterfeit Redskins)
52. Une nation indivisible (One Nation Indivisible)

### Saison 5 (1956-1957)
1. Le Fusil en bois (The Wooden Rifle)
2. Le shérif de Smoke Tree (The Sheriff of Smoke Tree)
3. Le faux masque (The Counterfeit Mask)
4. Sans handicap (No Handicap)
5. La croix de Santo Domingo (The Cross of Santo Domingo)
6. La décision d'Aigle Blanc (White Hawk's Decision)
7. Le retour de Don Pedro O'Sullivan (The Return of Don Pedro O'Sullivan)
8. Sables mouvants (Quicksand)
9. La guerre de l'indien (Quarter Horse War)
10. La Mariée (The Letter Bride)
11. Le gang des hors-la-loi (Hot Spell in Panamint)
12. La piste (The Twisted Track)
13. Le bandit repenti (Decision for Chris McKeever)
14. Trouble à Tylerville (Trouble at Tylerville)
15. Une histoire de Noël (Christmas Story)
16. Le fantôme du canyon (Ghost Canyon)
17. Infiltré (Outlaw Masquerade)
18. Le vengeur (The Avenger)
19. Le courage de Tonto (The Courage of Tonto)
20. Le point de rupture (The Breaking Point)
21. Une harpe pour Hannah (A Harp for Hannah)
22. Le message d'Abe (A Message from Abe)
23. Code de l'honneur (Code of Honor)
24. Les Vigilants (The Turning Point)
25. L'ancienne gloire (Dead Eye)
26. La vengeance (Clover in the Dust)
27. Le fils de Slim (Slim's Boy)
28. Deux contre deux (Two Against Two)
29. La ville fantôme (Ghost Town Fury)
30. Le prince de Buffalo Gap (The Prince of Buffalo Gap)
31. La loi et Miss Aggie (The Law and Miss Aggie)
32. L'étoile ternie (The Tarnished Star)
33. Les Canadiens (Canuck)
34. Tonto en mission (Mission for Tonto)
35. Voyage à San Carlos (Journey to San Carlos)
36. Le fils du banquier (The Banker's Son)
37. L'ange et le hors-la-loi (The Angel and the Outlaw)
38. Témoin aveugle (Blind Witness)
39. Les brigands de Grease Paint (Outlaws in Grease Paint)

## Versions animées
- Le 10 septembre 1966, une série d'animation composée de 26 épisodes de 25 minutes sera produite par les compagnies Format Films / Halas and Batchelor Cartoon Films / Artransa Park Studios et la compagnie originale de la série, Wrather Company et diffusée sur CBS jusqu'au 13 janvier 1968. La version animée reste fidèle à la série originale mais elle est délibérément orientée vers plus de fantastique.

- Le 13 septembre 1980, une seconde version animée de cette série intitulée The Lone Ranger sera produite par Filmation et ce jusqu'au 30 janvier 1982 pour un total de 28 épisodes de 11 à 22 minutes sur deux saisons pour la chaîne CBS. On constate que les costumes, attitudes ainsi que les visages sont ceux des acteurs qui jouaient dans la série de 1949[1].

## Sortie vidéo
De nombreuses éditions sur les supports DVD sont parues à travers le monde mais les plus importantes concernant la série sont les suivantes :
 États-Unis :
- The Lone Ranger (Collector's Edition) (Coffret digipack de 28 DVD + 2 disques bonus contenant un livret et une reproduction de comic book d'époque) sorti le 3 mai 2016 édité par Classic Media. L'audio est en anglais mono sans sous-titres. Le ratio écran est en 1.33:1 plein écran 4:3. L'intégralité des 221 épisodes de la série est présente ainsi que les deux films cinéma d'époque, des dessins animés du personnage ainsi que des enregistrements du sérial à la ratio. Des goodies ainsi que de nombreux autres bonus sont inclus dans cette édition spéciale.

 Australie :
- The Lone Ranger : The Original Series (Coffret contenant 5 boitiers pour un total de 24 DVD) sorti le 26 septembre 2018 édité par Beyond Home Entertainment. L'audio est en anglais mono sans sous-titres. Le ratio écran est en 1.33:1 plein écran 4:3. L'intégralité des 182 épisodes en noir et blanc des 4 premières saisons est présente. Pas de suppléments sur les disques.

 Royaume-Uni :
- The Lone Ranger : The Colour Episodes (Coffret digipack contenant 5 DVD ainsi qu'un livret) sorti le 30 mai 2005 édité par 2Entertain Vidéo. L'audio est en anglais mono sans sous-titres. Le ratio écran est en 1.33:1 plein écran 4:2. L'intégralité des 39 épisodes en couleurs de la cinquième et dernière saison est présente. Pas de suppléments sur les disques.